# دوري جزر كوك لكرة القدم 1996
دوري جزر كوك لكرة القدم 1996 (بالإنجليزية: 1996 Cook Islands Round Cup)‏ هو موسم من دوري جزر كوك لكرة القدم. فاز فيه Avatiu F.C. ‏.